# Genès de Rome
Pour les articles homonymes, voir Genès.
Cet article possède des paronymes, voir Genet, Genêt et Genest.
Genès de Rome est un comédien romain, martyr chrétien fêté le 25 août.

## Biographie
Genès est un mime qui se convertit au christianisme au cours d'une représentation. Un lieu de culte lui est dédié à Talence en Gironde.
D'après un manuscrit du IXe siècle de l'abbaye de Reichenau, des reliques de saint Genès de Rome sont amenés de l'église Saint-Michel en haut du Schiener Berg, en Allemagne. Le comte Schrot de Schrotzburg accorde la construction de l'abbaye de Schienen, un monastère bénédictin qui devient un lieu de pèlerinage.

## Postérité
- En 1645, Desfontaines compose une pièce de théâtre intitulée : L’Illustre Comédien ou le Martyre de Saint Genest
- En 1646, Jean de Rotrou en écrit une à son tour : Le Véritable Saint Genest, comédien et martyr.